# Введенський Павло Іванович
Павло Іванович Введенський (29 червня 1887, Бутрово, Брянська область — 1977, Харків) — радянський український учений, хімік-технолог, професор. Завідувач кафедри хімічної технології та декан хімічного факультету у Харківському інженерно-економічному інституті. Займався проблемами основного хімічного та коксохімічного виробництв, технології хімічної промисловості, проєктування та реконструкції підприємств хімічної промисловості. Під час німецької окупації Харкова, був науковим керівником Об'єднаного інституту хімії та саботував його діяльність.

## Життєпис
Павло Введенський народився 29 червня 1887 року у селі Бутрово на території сучасної Брянської області у родині священника. Навчався на хімічному відділенні Імператорського московського технічного училища, яке закінчив у 1914 році з отриманням кваліфікаційного звання інженера-технолога. У травні того ж року очолив будівництво й устаткування хімічного заводу при станції Хромпік на Уралі, на цю посаду його рекомендувала кафедра як кращого студента.
Пізніше працював інженером металургійного заводу у Єнакієве. З 1915 року завідував аміачно-содовим заводом у Слов'янську («Червоний хімік»). У 1920 році, за станом здоров'я, переїхав до Новоросійська, де став викладати у місцевому індустріальному технікумі, в якому працював до 1926 року, коли переїхав до Харкова. З березня того ж року почав працювати у трестах «Хімвугілля» та «Донсода», де послідовно обіймав посади інженера, завідувача секції содових заводів, головного інженера та заступника керівника тресту. У трестах Введенський займався відновленням виробництва на підприємствах, а потім реконструкцією та модернізацією виробництв на заводах, які входили до складу трестів «Хімвугілля», «Укрхімоснов» та «Укрхім». Зокрема він опікувався Донецьким та Слов'янським содовими заводами, Вінницьким, Костянтинівським та Одеським кислотно-туковими заводами. Також Введенський брав участь у створенні низки нових підприємств, зокрема Нового Слов'янського содового заводу, заводів баштової та контактної сірчаної кислоти, суперфосфату, хлорних цехів у Костянтинівці, Вінниці, Одесі тощо.
Паралельно він входив до складу Науково-технічних рад Вищої ради народного господарства УРСР, Українського інституту прикладної хімії, Всесоюзного інституту содової промисловості, Науково-дослідного інституту основної хімії, Президії та Ради НІТО хіміків Харківського відділення Всесоюзного хімічного товариства ім. Д. І. Менделєєва, очолював секцію основної хімічної промисловості.
У 1929 році був запрошений викладати курс «Процеси і апарати виробництва содових продуктів» на кафедрі технології неорганічних речовин Харківського технологічного інституту. Після перетворення інституту у Харківський політехнічний інститут працював на посаді доцента. Наступного року Введенський став професором Харківського хіміко-технологічного інституту, який був утворений після реорганізації політехнічного інституту. Продовжив працювати в інституті до 1937 року, одночасно, з 1933 року став працювати у Харківському інженерно-економічному інституті. Перебував на посадах викладача, а потім професора кафедри хімічної технології. У 1937 році перейшов на повну ставку, а наступного року очолив відновлений хімічний факультет інституту та кафедру хімічної технології. У 1939 році отримав вчене звання професора. Залишався на посаді декана до 1941 року.
Під час Німецько-радянської війни залишився у Харкові. Після того як окупаційна влада об'єднала Інститут прикладної хімії та Вугільно-хімічний інститут в Об'єднаний інститут хімії, Введенський став його науковим керівником. Директором був німецький військовий — лейтенант Кюн, професор Боннського університету. Разом з завгоспом Раєнко, Введенський сховав від свого начальника платину, яка зберігалася в інституті. Також він саботував наукову роботу інституту і відмовляв фахівців переїжджати до Німеччини.
Незабаром після звільнення міста і поновлення роботи інституту 23-го серпня 1943 року, Введенський повернувся на посаду завідувача кафедри, на якій залишався до залишення інституту у 1958 році.
Під час війни Введенський був виконуючим обов'язки директора Науково-дослідного інституту хімічної технології. Працював заступником директора Українського державного інституту основної хімії у середині 1940-х років. З 1962 року працював на посаді професора-консультанта кафедри економіки промисловості і організації виробництва Українського заочного політехнічного інституту. Помер Павло Введенський у 1977 році у Харкові.
Павло Введенський був одружений, його дружина померла під час німецької окупації Харкова. Їх син, під час Німецько-радянської війни, служив у лавах Червоної армії.

## Наукова діяльність
Всього за період 1927—1970 років Павло Введенський брав участь у 45 науково-дослідних та освітніх проєктах у сфері технології, організації, планування виробництва продуктів основної хімічної та коксохімічної промисловості та впровадження вищої професійної освіти. Серед іншого він був автором двох перших п'ятирічних планів розвитку содової та хлорної промисловості в Україні, розробником та виконавцем проєкту першого побудованого в СРСР содового заводу, а також багатьох проєктів реконструкції та будівництва великих заводів основної хімії в Україні та СРСР.
Павло Введенський досліджував технологічні процеси виробництва соди, сірчаної кислоти, аміаку, перероблювання та використання коксового газу. Займався проблемами основного хімічного та коксохімічного виробництв, технології хімічної промисловості, проєктування та реконструкції підприємств хімічної промисловості.
Павло Введенський започаткував наукову школу технології хімічного виробництва. Під його керівництвом кафедра хімічної технології Харківського інженерно-економічного інституту проводила дослідження з технології виробництва кальцинованої соди, каустику, сірчаної кислоти та добрив.
Директор Харківського інженерно-економічного інституту Микола Дубинський так охарактеризував Введенського: «великий спеціаліст в галузі хімії та єдиний фахівець-содовик на Україні».

## Науковий доробок
- «Вопросы использования коксового газа в качестве сырья для отдельных химических производств» (Харьков, 1957)[4].